# 弗魯伊·本傑明森
弗魯伊·本傑明森（1977年12月14日—）是一位法羅群島足球運動員。在場上的位置是後衛或中場。他現在效力於法罗群岛足球甲级联赛球隊斯卡拉足球俱乐部。他也代表法羅群島國家足球隊參賽。

## 榮譽

### 球會
B36托爾斯港
- 法羅群島超級足球聯賽: 2005[4]
- 法羅群島盃: 2006[5]
- 法羅群島超級盃: 2007[6]

HB托尔斯港
- 法羅群島超級足球聯賽: 2009, 2010, 2013.[7]
- 法羅群島超級盃: 2009,[8]2010[9]

維京加高泰
- 法羅群島超級足球聯賽: 2017
- 法羅群島超級盃: 2017

### 個人
- 法羅群島超級聯賽最佳球員: 2001, 2009,[10]2010,[11]2013[12]
- 法羅群島超級聯賽最佳中場: 2013[12]
- 2013年度最佳陣容[13]